# Ostentacyjna konsumpcja
Ostentacyjna konsumpcja (konsumpcja na pokaz) – publiczne demonstrowanie nabytych dóbr przez jednostki lub grupy społeczne w celu zwrócenia na siebie uwagi oraz zdobycia prestiżu, statusu społecznego i odróżnienia się od innych.
Pojęcie wprowadzone przez Thorsteina Veblena w jego teorii klasy próżniaczej. Zgodnie z nią głównie bogaci ludzie: biznesmeni, finansiści i arystokracja demonstrują swoją pozycję społeczną poprzez konsumpcję na pokaz. Ostentacyjne używanie dóbr przynosi większy prestiż, gdy są wykorzystywane do rozrywki i beztroskiego spędzania czasu. Przykłady stanowią: rozrzutność, marnotrawstwo, kosztowne zabawy, kupno dóbr luksusowych.